# 18 janvier en sport
18 décembre 18 février
Chronologies thématiques
- Croisades
- Ferroviaires
- Disney

Le 18 janvier (18e jour de l'année) en sport.

## Événements

### XIXesiècle
- 1876 :
  - (Football) : à Londres (Kennington Oval), premier match international opposant Anglais et Gallois. L'Angleterre s'impose 2-1.
- 1886 :
  - (Hockey sur gazon) : le hockey sur gazon moderne est né avec la création de l'Association de Hockey en Angleterre, qui codifie les règles de ce sport

### XXesièclede1951à2000
- 1953 :
  - (Sport automobile) : Grand Prix automobile d'Argentine.
- 2000 :
  - (Natation) : l'Australien Ian Thorpe porte le record du monde du 200 mètres nage libre à 1 min 42 s 54.

### XXIesiècle
- 2007 :
  - (Rallye automobile) : Pour l'ouverture de la saison 2007 du championnat du monde des rallyes, le triple champion du monde Sébastien Loeb (Citroën C4) remporte les deux premières spéciales du Rallye Monte-Carlo et occupe la tête du classement à l'issue de la première journée, devant son coéquipier espagnol Daniel Sordo (2e), sur l'autre Citroën C4 officielle (à 23") et le Finlandais Marcus Grönholm (Ford Focus RS) (3e) (à 29").
- 2016 :
  - (Tennis /tournoi de Grand Chelem) : début de l'Open d'Australie qui se déroule jusqu'au 31 janvier 2016.

## Naissances

### XIXesiècle
- 1883 :
  - George Oliver, golfeur américain. Médaillé de bronze par équipes aux Jeux de saint-Louis 1904. († 20 août 1965).
- 1884 :
  - John Eisele, athlète de steeple américain. Médaillé de bronze du 3 200 steeple aux Jeux de Londres 1908. († 30 mars 1933).
- 1894 :
  - Romain Bellenger, cycliste sur route français. († 25 novembre 1981).
- 1896 :
  - Ville Ritola, athlète de fond et de haies finlandais. Champion olympique du 10 000 m, du 3 000 m steeple, du 3 000 m par équipes, du cross-country par équipes puis médaillé d'argent du 5 000 m et du cross-country individuel aux Jeux de Paris 1924 puis champion olympique du 5 000 m et médaillé d'argent du 10 000 m aux Jeux d'Amsterdam 1928. († 24 avril 1982).

### XXesièclede1901à1950
- 1902 :
  - Alida van den Bos, gymnaste artistique néerlandaise. Championne olympique du concours général par équipes des Jeux d'été de 1928. († 16 juillet 2003).
- 1905 :
  - Enrique Ballestero, footballeur uruguayen. Champion du monde de football 1930. Vainqueur de la Copa América 1935. (17 sélections en équipe d'Uruguay). († 11 octobre 1969).
- 1915 :
  - Syl Apps, hockeyeur sur glace et athlète de sauts puis homme politique canadien. († 24 décembre 1998).
- 1919 :
  - Anton Turek, footballeur allemand. Champion du monde de football 1954. (20 sélections en équipe d'Allemagne). († 11 mai 1984).
- 1923 :
  - Gerrit Voorting, cycliste sur route néerlandais. Médaillé d'argent de la course en ligne aux Jeux de Londres 1948. († 30 janvier 2015).
- 1927 :
  - Werner Liebrich, footballeur allemand. Champion du monde de football 1954. (16 sélections en équipe d'Allemagne). († 20 mars 1995).
- 1932 :
  - Carlos Gomes, footballeur puis entraîneur portugais. (18 sélections en équipe du Portugal). († 17 octobre 2005).
- 1933 :
  - Jean Vuarnet, skieur alpin français. Champion olympique de la descente aux Jeux de Squaw Valley 1960. († 2 janvier 2016).
- 1936 :
  - Dieter Krause, kayakiste est-allemand puis allemand. Champion olympique du relais 4×500 mètres aux Jeux de Rome 1960. Champion du monde de canoë-kayak du K-4 1 000 m 1963. († 23 août 2020).
- 1938 :
  - Curt Flood, joueur de baseball américain. († 20 janvier 1997).
  - Anatoli Kolessov, lutteur de gréco-romaine et de libre soviétique puis russe. Champion olympique de lutte gréco-romaine en -78 kg aux Jeux de Tokyo 1964. Champion du monde de lutte libre 1962, 1963 et 1965. († 2 janvier 2012).
  - Werner Olk, footballeur puis entraîneur allemand. (1 sélection en équipe d'Allemagne). Sélectionneur de l'équipe du Maroc de 1990 à 1992.
- 1940 :
  - Aleksandr Almetov, hockeyeur sur glace soviétique puis russe. Médaillé de bronze aux Jeux de Quaw Valley 1960 puis champion olympique aux Jeux d'Innsbruck 1964. Champion du monde de hockey sur glace 1963, 1965, 1966 et 1967. († 21 janvier 1992).
  - Pedro Rodríguez de la Vega, pilote de F1 et courses automobile d’endurance mexicain. (2 victoires en Grand Prix). Vainqueur des 24 Heures du Mans 1968. († 11 juillet 1971).
- 1942 :
  - Johnny Servoz-Gavin, pilote de F1 français. († 28 mai 2006).
- 1944 :
  - Carl Morton, joueur de baseball américain. († 12 avril 1983).
- 1950 :
  - Gianfranco Brancatelli, pilote de courses automobile italien.
  - Gilles Villeneuve, pilote de F1 canadien. (6 victoires en Grand Prix). († 8 mai 1982).

### XXesièclede1951à2000
- 1954 :
  - Bernard Vallet, cycliste sur route français. Vainqueur de Bordeaux-Paris 1987.
- 1958 :
  - Bernard Genghini, footballeur puis entraîneur français. Champion d'Europe de football 1984. (27 sélections en équipe de France).
- 1960 :
  - Andrea Pazzagli, footballeur italien. († 31 juillet 2011).
- 1961 :
  - Mark Messier, hockeyeur sur glace canadien.
- 1964 :
  - Lázaro Vargas, joueur de baseball cubain. Champion olympique aux Jeux de Barcelone 1992 et aux Jeux d'Atlanta 1996.
- 1967 :
  - Małgorzata Rydz, athlète de demi-fond polonaise.
  - Iván Zamorano, footballeur chilien. Médaillé de bronze aux Jeux de Sydney 2000. Vainqueur de la Coupe UEFA 1998. (69 sélections en équipe du Chili).
- 1970 :
  - Peter Van Petegem, cycliste sur route puis directeur sportif belge. Vainqueur de Paris-Roubaix 2003, des tours des Flandres 1999 et 2003.
- 1971 :
  - Christian Fittipaldi, pilote de F1 et de courses automobile d'endurance brésilien.
  - Josep Guardiola, footballeur puis entraîneur espagnol. Champion olympique aux Jeux de Barcelone 1992. Vainqueur de la Coupe des clubs champions 1992 et la Coupe d'Europe des vainqueurs de coupe 1997. (47 sélections en équipe d'Espagne). Entraîneur de l'équipe vainqueur des Ligue des champions 2009 et 2011.
- 1972 :
  - Bernhard Schümperli, hockeyeur sur glace suisse.
- 1974 :
  - Thibaut Vallette, cavalier de concours complet français. Champion olympique par équipes aux Jeux de Rio 2016. Médaillé de bronze par équipes aux Mondiaux d'équestres 2018.
- 1976 :
  - Laurence Courtois, joueuse de tennis belge. Victorieuse de la Fed Cup 2001.
  - Marcelo Gallardo, footballeur puis entraîneur argentin. (44 sélections en équipe d'Argentine)
- 1977 :
  - Didier Dinart, handballeur puis entraîneur français. Champion olympique aux Jeux de Pékin 2008 et aux Jeux de Londres 2012. Champion du monde de handball masculin 2001, 2009 et 2011, médaillé de bronze en 2003 et 2005. Champion d'Europe de handball 2006 et 2010, médaillé de bronze en 2008. Vainqueur des Ligues des champions 2003, 2006, 2008 et 2009. (379 sélections en équipe de France). Sélectionneur de l'équipe de France de 2016 à 2020. Champion du monde masculin de handball 2017 et médaillé de bronze en 2019. Médaillé de bronze à l'Euro de handball 2018.
  - Alina Jidkova, joueuse de tennis russe.
  - Jean-Patrick Nazon, cycliste sur route français.
- 1978 :
  - Thor Hushovd, cycliste sur route norvégien. Champion du monde de cyclisme sur route 2010. Vainqueur de Gand-Wevelgem 2006
  - Stev Theloke, nageur allemand. Médaillé de bronze sur 100 m dos et sur 4 × 100 m 4 nages aux Jeux de Sydney 2000. Champion d'Europe de natation du 50 et 100 m dos 1999, champion d'Europe de natation du 50 m dos 2000 et 2004 puis champion d'Europe de natation du 100 m dos 2002.
- 1979 :
  - Paulo Ferreira, footballeur portugais. Vainqueur des Coupe UEFA 2003 et 2013 ainsi que des Ligue des champions 2004 et 2012. (62 sélections en équipe du Portugal).
  - Brian Gionta, hockeyeur sur glace américain.
- 1980 :
  - Nia Künzer, footballeuse allemande. Championne du monde de football féminin 2003. Victorieuse de la Coupe féminine de l'UEFA 2002 et 2006. (34 sélections en équipe d'Allemagne).
  - Djalil Narjissi, joueur de rugby à XV marocain. Champion d'Afrique de rugby à XV 2005. (39 sélections en équipe du Maroc).
- 1981 :
  - Christophe Kern, cycliste sur route français.
  - Olivier Rochus, joueur de tennis belge.
- 1982 :
  - Álvaro Pérez Mejía, footballeur espagnol.
- 1983 :
  - Levan Datunashvili, joueur de rugby à XV géorgien. (75 sélections en équipe de Géorgie).
- 1984 :
  - Makoto Hasebe, footballeur japonais.
  - Małgorzata Jasińska, coureuse cycliste polonaise.
  - Ophélie Meilleroux, footballeuse française. (67 sélections en équipe de France).
  - Alaixys Romao, footballeur franco-togolais. (70 sélections avec l'équipe du Togo).
- 1985 :
  - Dale Begg-Smith, skieur acrobatique australien. Champion olympique des bosses aux Jeux de Turin 2006 puis médaillé d'argent des bosses aux Jeux de Vancouver 2010. Champion du monde de ski acrobatique des bosses en parallèle 2007.
  - Yannick Cahuzac, footballeur français.
  - Elke Clijsters, joueuse de tennis belge.
  - Alberto Moralès, rink hockeyeur franco-argentin. (2 sélections en équipe de France).
- 1986 :
  - Mourad Benhamida, footballeur français.
  - Gaëlle Thalmann, footballeuse italo-suisse. (81 sélections en équipe de Suisse).
- 1987 :
  - Johan Djourou, footballeur helvético-ivoirien. (76 sélections en équipe de Suisse).
  - Grigóris Mákos, footballeur grec. (10 sélections en équipe de Grèce).
  - Caroline Mani, cycliste sur route, sur piste et de VTT française.
- 1988 :
  - Michael Georgiou, joueur de snooker chypriote.
  - Angelique Kerber, joueuse de tennis allemande. Médaillée d'argent en simple aux Jeux de Rio 2016. Victorieuse de l'Open d'Australie 2016, de l'US Open 2016 et du Tournoi de Wimbledon 2018.
  - Anastásios Kíssas, footballeur chypriote. (13 sélections en équipe de Chypre).
  - Mustafa Korkmaz, handibasketteur néerlandais.
  - Boy van Poppel, cycliste sur route néerlandais.
  - Wang Yihan, joueuse de badminton chinoise. Championne du monde de badminton du simple dames 2011.
- 1989 :
  - Per-Egil Flo, footballeur norvégien. (5 sélections en équipe de Norvège).
  - Chen Long, joueur de badminton chinois. Médaillé de bronze du simple aux Jeux de Londres 2012 puis champion olympique en simple aux Jeux de Rio 2016. Champion du monde de badminton en simple 2014 et 2015. Vainqueur de la Thomas Cup 2012 et de la Sudirman Cup 2013.
  - Rubén Miño, footballeur espagnol.
- 1990 :
  - Gorgui Dieng, basketteur sénégalais. (19 sélections en équipe du Sénégal).
  - Hayle İbrahimov, athlète de fond azerbaïdjanais.
  - Nacho, footballeur espagnol. Vainqueur de la Ligue des nations 2023 ainsi que des Ligues des champions 2014, 2016, 2017, 2018 et 2022. (24 sélections en équipe d'Espagne).
  - Alex Pietrangelo, hockeyeur sur glace canadien. Champion olympique aux Jeux de Sotchi 2014.
  - Allan Wolski, athlète de lancer de marteau brésilien.
- 1991 :
  - Mohamed El Yousfi, footballeur marocain. (1 sélection en équipe du Maroc).
- 1992 :
  - Mathieu Faivre, skieur alpin français. Champion du monde de ski alpin par équipes mixte 2017
  - Jaycob Brugman, joueur de baseball américain.
- 1993 :
  - João Carlos Teixeira, footballeur portugais.
- 1994 :
  - Mathias Bourgue, joueur de tennis français.
  - Miles Scotson, cycliste sur piste et sur route australien. Champion du monde de cyclisme sur piste de la poursuite par équipes 2016.
- 1995 :
  - Théo Bussière, nageur français.
  - Elías Már Ómarsson, footballeur islandais. (9 sélections en équipe d'Islande).
  - Dragana Stanković, basketteuse serbe. Médaillée de bronze aux Jeux de Rio 2016. (10 sélections en équipe de Serbie).
- 1996 :
  - Ivo Grbić, footballeur croate. (2 sélections en équipe de Croatie).
- 1997 :
  - Emil Audero, footballeur indonéso-italien.
  - Pantelís Chatzidiákos, footballeur grec. (31 sélections en équipe de Grèce).
  - Iän Jason, joueuse de rugby à XV française.
  - Blair Kinghorn, joueur de rugby à XV écossais. (50 sélections en équipe d'Écosse).
- 1998 :
  - Lisandro Martínez, footballeur argentin. Champion du monde de football 2022. Vainqueur de la Copa América 2021. (16 sélections en équipe d'Argentine).
  - Éder Militão, footballeur hispano-brésilien. Vainqueur de la Copa América 2019 puis de la Ligue des champions 2022. (31 sélections en équipe du Brésil).
  - Aitana Bonmatí, footballeuse espagnole.
- 1999 :
  - Nicolas Martins, joueur de rugby à XV franco-portugais. (12 sélections avec l'équipe du Portugal).
  - Gary Trent Jr., basketteur américain.
- 2000 :
  - Andrés Balanta, footballeur colombien. († 29 novembre 2022).

### XXIesiècle
- 2001 :
  - Munashe Garananga, footballeur zimbabwéen.
  - Felix Mambimbi, footballeur suisse.
- 2002 :
  - Karim Adeyemi, footballeur allemand. (5 sélections en équipe d'Allemagne).
  - Tyson Foerster, joueur de hockey sur glace canadien.
  - Kaiden Guhle, joueur de hockey sur glace canadien.
  - Ki-Jana Hoever, footballeur néerlandais.
  - Kristall Máni Ingason, footballeur islandais. (4 sélections en équipe d'Islande).
  - Neraysho Kasanwirjo, footballeur néerlandais.
  - Anass Salah-Eddine, footballeur néerlando-marocain.
- 2003 :
  - Odin Thiago Holm, footballeur norvégien.
  - Patryck, footballeur brésilien.
  - Devyne Rensch, footballeur néerlandais. (1 sélection en équipe des Pays-Bas).
- 2004 :
  - Nikolas Sattlberger, footballeur autrichien.
- 2005 :
  - Luka Kapulica, footballeur croate.
  - Benedetta Pilato, nageuse italienne. Vice-championne du monde du 50 m brasse en 2019 et championne d'Europe en petit bassin de la même discipline la même année.
- 2006 :
  - Mathis Amougou, footballeur français.
- 2007 :
  - Wojciech Mońka, footballeur polonais.

## Décès

### XIXesiècle
- 1949 :
  - Jean Galia, 43 ans, joueur de rugby à XV puis de rugby à XIII et dirigeant sportif français. (20 sélections en équipe de France de rugby à XV et 5 avec celle de rugby à XIII). (° 20 mars 1905).

### XXesièclede1901à1950
- 1936 :
  - Hermanus Brockmann, 64 ans, rameur néerlandais. Champion olympique du deux avec barreur, médaillé d'argent du quatre avec barreur et de bronze du huit aux Jeux de Paris 1900. (° 14 juin 1871).

### XXesièclede1951à2000
- 1957 :
  - Álvaro Gestido, 49 ans, footballeur uruguayen. Champion olympique lors du tournoi des Jeux d'Amsterdam en 1928 puis vainqueur de la première Coupe du monde en 1930. (26 sélections en équipe nationale). (° 17 mai 1907).
- 1967 :
  - Barney Ross, 57 ans, boxeur américain. Champion du monde des poids légers, super-légers et welters. (° 23 décembre 1909).
  - Reece Tatum, 45 ans, basketteur et joueur de baseball américain. (° 31 mai 1921).
- 1969 :
  - Lewis Tewanima, 80 ou 81 ans, athlète de fond américain. Médaillé d'argent du 10 000 m aux Jeux de Stockholm 1912. (° ? 1888).
- 1976 :
  - Gertrude Gabl, 27 ans, skieuse alpine autrichienne. Vainqueur du classement général de la Coupe du monde de ski alpin en 1969. (° 26 août 1948).
- 1981 :
  - Mary Bevis Hawton, 56 ans, joueuse de tennis australienne. Vainqueur du tournoi de double dames de l'Open d'Australie en 1946, 1954, 1955, 1956 et 1958 et du tournoi de double mixte de l'Open d'Australie en 1958. (° 4 septembre 1924).
- 1989 :
  - Nils Axelsson, 83 ans, footballeur suédois. (23 sélections en équipe nationale). (° 18 janvier 1906).
- 1995 :
  - Roger Gilson, 47 ans, coureur cycliste luxembourgeois. (° 19 septembre 1947).

### XXIesiècle
- 2001 :
  - Boris Stenin, 66 ans, patineur de vitesse soviétique. Médaillé de bronze du 1 500 mètres aux Jeux olympiques d'hiver de 1960 puis champion du monde toutes épreuves la même année. (° 17 janvier 1935).
- 2002 :
  - Alex Hannum, 78 ans, basketteur puis entraîneur américain. (° 19 juillet 1923 ).
- 2010 :
  - Cyril Burke, 84 ans, joueur de rugby à XV australien. (26 sélections en équipe nationale). (° 7 novembre 1925).
- 2011 :
  - Duncan Hall, 85 ans, joueur de rugby à XIII australien. (23 sélections en équipe nationale). (° 24 août 1925).
  - Jim McManus, 70 ans, joueur de tennis américain. (° 16 septembre 1940).
- 2013 :
  - Sean Fallon, 90 ans, footballeur puis entraîneur irlandais. (8 sélections en équipe nationale). (° 31 juillet 1922).
  - Borghild Niskin, 88 ans, skieuse alpine norvégienne. (° 19 février 1924).
  - Ernst Wechselberger, 81 ans, footballeur puis entraîneur allemand. (° 26 janvier 1931).
- 2014 :
  - Andy Graver, 86 ans, footballeur anglais. (° 12 septembre 1927).
- 2016 :
  - Johnny Bach, 91 ans, joueur puis entraîneur de basket-ball américain. (° 10 juillet 1924).
- 2018 :
  - Carla Marangoni, 102 ans, gymnaste artistique italienne. Médaillée d'argent du concours général par équipes lors des Jeux olympiques d'été de 1928. (° 13 novembre 1915).
- 2019 :
  - Rolf Graf, 86 ans, coureur cycliste suisse. (° 19 août 1932).
  - Robert Morey, 82 ans, rameur en aviron américain. Champion olympique du huit aux Jeux olympiques de Melbourne en 1956. (° 23 août 1936).
  - Ivan Vutsov, 79 ans, footballeur puis entraîneur bulgare. (24 sélections en équipe nationale). (° 14 décembre 1939).
- 2020 :
  - Mario Bergamaschi, 91 ans, footballeur italien. (5 sélections en équipe nationale). (° 7 janvier 1929).
  - Peter Mathebula, 67 ans, boxeur sud-africain. Champion du monde des poids mouches entre 1980 et 1981. (° 3 juillet 1952).
- 2021 :
  - Giovanni Dalla Bona, 69 ans, coureur cycliste italien. (° 21 septembre 1951).
  - Dani Shmulevich-Rom, 80 ans, footballeur israélien. (29 sélections en équipe nationale). (° 29 novembre 1940).
- 2022 :
  - Lorenzo Alocén, 84 ans, joueur de basket-ball espagnol. (69 sélections en équipe nationale). (° 4 novembre 1937).
  - Francisco Gento, 88 ans, footballeur puis entraîneur espagnol. Vainqueur de la Coupe d'Europe des clubs champions en 1956, 1957, 1958, 1959, 1960 et 1966 avec le Real Madrid. (43 sélections en équipe nationale). (° 21 octobre 1933).
  - Lusia Harris, 66 ans, joueuse de basket-ball américaine. Vice-championne olympique lors des Jeux de Montréal en 1976. (° 10 février 1955).
  - Jordan Michallet, 29 ans, joueur de rugby à XV français. (° 10 janvier 1993).
  - Alberto Michelotti, 91 ans, arbitre de football italien. (° 15 juillet 1930).
  - Anatoliy Novikov, 75 ans, judoka soviétique. Médaillé de bronze des moins de 70 kg lors des Jeux olympiques d'été de 1972. (° 17 janvier 1947).
  - Arvid Nyberg, 93 ans, biathlète norvégien. Médaillé de bronze de l'épreuve par équipes des Championnats du monde de 1958. (° 19 mai 1928).